# The Thrash of Naked Limbs
The Thrash of Naked Limbs je drugi EP britanskog doom metal-sastava My Dying Bride. Diskografska kuća Peaceville Records objavila ga je u veljači 1993.

## Pozadina
Ovaj EP također je izdan kao vinil. U to vrijeme, sastav je bio šesteročlani.
EP je također objavljen kao dio box-seta, "The Stories", s drugim singlovima sastava, Symphonaire Infernus et Spera Empyrium i I Am the Bloody Earth. Sva tri su objavljena na jednom disku na kompilaciji Trinity iz 1995.
Videospot za pjesme, dostupan na For Darkest Eyes, sadrži usporene snimke djevojke koja se previja u snu, ispresijecane jedva vidljivim snimkama sastava koji hoda s bakljama. Video verzija pjesme je montirana verzija, dvije minute ili nešto kraća od EP verzije. Verzija uživo naslovne pjesme također je dostupna na For Darkest Eyes.
Tekst pjesme "Le cerf malade" ulomak je iz basne 'Le Cerf Malade' francuskog pjesnika Jeana de la Fontainea. Naslov doslovno znači "bolesni jelen".

## Popis pjesama
| 1. | »The Thrash of Naked Limbs« | 6:13 |

| Strana B | Strana B               | Strana B | Strana B | Strana B | Strana B | Strana B | Strana B | Strana B | Strana B |
| Br.      | Skladba                | Trajanje |          |          |          |          |          |          |          |
| -------- | ---------------------- | -------- | -------- | -------- | -------- | -------- | -------- | -------- | -------- |
| 2.       | »Le cerf malade«       | 6:31     |          |          |          |          |          |          |          |
| 3.       | »Gather Me Up Forever« | 5:17     |          |          |          |          |          |          |          |
| 18:01    |                        |          |          |          |          |          |          |          |          |

## Zasluge
| My Dying Bride - Andy – gitara - Aaron – vokal, grafički dizajn, fotografije - Rick – bubnjevi - Calvin – gitara, fotografije - Ade – bas-gitara - Martin – violina | Ostalo osoblje - Noel Summerville – mastering - Mags – inženjer zvuka |